# Kelsey-Lee Barberová
Kelsey-Lee Barberová (rozená Robertsová, * 20. září 1991) je australská atletka, která soutěží v oštěpu. Získala zlato na mistrovství světa v roce 2019. Její osobní rekord 67,70 m ji zařadil na 12. místo na světě.